# ジョルジュ・ド・ボールガール
ジョルジュ・ド・ボールガール（Georges de Beauregard、本名 Georges, Raoul, Edgar, Denys Nau de Beauregard、1920年12月23日 – 1984年9月10日）は、フランスの映画プロデューサーである。ヌーヴェルヴァーグの映画作家たち、主にジャン＝リュック・ゴダールを世に出し、彼の初期作品を製作したことで知られている。

## 来歴・人物
1920年12月23日、フランス・ブーシュ＝デュ＝ローヌ県マルセイユに生まれる。
真面目に勉強し、ジャーナリストになった。その後映画の輸出会社で働き、スペインで映画プロデューサーとなった。
1960年、カルロ・ポンティとともに「ローマ＝パリ・フィルム」社を設立。また自らの映画製作会社「レ・プロデュクシオン・ジョルジュ・ド・ボールガール」（Les Productions Georges de Beauregard）でも映画製作を行った。
ゴダールのほか、エリック・ロメール、ジャック・リヴェット、クロード・シャブロル、加えてジャック・ロジエ、アニエス・ヴァルダ、ジャック・ドゥミ、ジャン＝ピエール・メルヴィルといった作家たちの作品を手がけた。生涯を通じてピエール・シェンデルフェールの全作品の製作者でもあった。また、リュック・ムレのデビュー作『Un steak trop cuit』（1960年、短編）のプロデューサーでもあった。
1968年、ベルリン国際映画祭審査員を務める。
1984年9月10日、パリで死去。63歳没。同年セザール賞名誉賞を受賞。
パリの映画館「ル・サン＝ジェルマン＝デ＝プレ」はそのホールに彼の名を冠している。また、1986年、「ジョルジュ・ド・ボールガール賞」が創設された。

## フィルモグラフィー
- デフォルトでは製作年の昇順に配列。
- 作品名は50音順ソート、原題はアルファベット順。
- 分類の列の空欄は長編作品。

| 作品名                 | 原題                                       | 分類              | 製作年 | 監督 |
| ---------------------- | ------------------------------------------ | ----------------- | ------ | --- |
| 恐怖の逢びき           | Mort d'un cycliste (Muerte de un ciclista) |                   | 1955年 | ファン・アントニオ・バルデム |
| 日本語題なし           | Grand-rue (Calle Mayor)                    |                   | 1956年 | ファン・アントニオ・バルデム |
| 日本語題なし           | La Passe du diable                         | ドキュメ ンタリー | 1958年 | ジャック・デュポン ピエール・シェンデルフェール                                                                                        |
| 日本語題なし           | Ramuntcho                                  |                   | 1959年 | ピエール・シェンデルフェール |
| 日本語題なし           | Pêcheur d'Islande                          |                   | 1959年 | ピエール・シェンデルフェール |
| （焼け過ぎのステーキ） | Un steak trop cuit                         | 短編              | 1960年 | リュック・ムレ |
| 勝手にしやがれ         | À bout de souffle                          |                   | 1960年 | ジャン＝リュック・ゴダール |
| ローラ                 | Lola                                       |                   | 1961年 | ジャック・ドゥミ |
| 女は女である           | Une femme est une femme                    |                   | 1961年 | ジャン＝リュック・ゴダール |
| モラン神父             | Léon Morin, prêtre                         |                   | 1961年 | ジャン＝ピエール・メルヴィル |
| 5時から7時までのクレオ | Cléo de 5 à 7                              |                   | 1962年 | アニエス・ヴァルダ |
| 日本語題なし           | L'Œil du Malin                             |                   | 1962年 | クロード・シャブロル |
| いぬ                   | Le Doulos                                  |                   | 1962年 | ジャン＝ピエール・メルヴィル |
| 小さな兵隊             | Le Petit Soldat                            |                   | 1963年 | ジャン＝リュック・ゴダール |
| 青髭                   | Landru                                     |                   | 1963年 | クロード・シャブロル |
| カラビニエ             | Les Carabiniers                            |                   | 1963年 | ジャン＝リュック・ゴダール |
| 軽蔑                   | Le Mépris                                  |                   | 1963年 | ジャン＝リュック・ゴダール |
| 接吻・接吻・接吻       | Les Baisers                                | オムニバ ス映画   | 1963年 | 参加監督： クロード・ベリ シャルル・L・ビッチ ジャン＝フランソワ・オデュロワ ベルトラン・タヴェルニエ ベルナール・トゥブラン＝ミシェル |
| （偶然と恋愛）         | La Chance et l'amour                       | オムニバ ス映画   | 1964年 | 参加監督： クロード・ベリ シャルル・L・ビッチ エリック・シュランベルジェ ベルトラン・タヴェルニエ                                      |
| 317小隊                | La 317e Section                            |                   | 1965年 | ピエール・シェンデルフェール |
| ジャガーの眼           | Marie-Chantal contre le docteur Kha        |                   | 1965年 | クロード・シャブロル |
| 気狂いピエロ           | Pierrot le fou                             |                   | 1965年 | ジャン＝リュック・ゴダール |
| 修道女                 | Suzanne Simonin, la Religieuse de Diderot  |                   | 1966年 | ジャック・リヴェット |
| 日本語題なし           | La Ligne de démarcation                    |                   | 1966年 | クロード・シャブロル |
| メイド・イン・USA      | Made in U.S.A.                             |                   | 1966年 | ジャン＝リュック・ゴダール |
| ラミエル               | Lamiel                                     |                   | 1967年 | ジャン・オーレル |
| コレクションする女     | La Collectionneuse                         |                   | 1967年 | エリック・ロメール |
| 狂気の愛               | L'Amour fou                                |                   | 1969年 | ジャック・リヴェット |
| 日本語題なし           | Quarante-huit heures d'amour               |                   | 1969年 | ジャック・ロラン |
| 日本語題なし           | Le Petit Bougnat                           |                   | 1970年 | ベルナール・トゥブラン＝ミシェル |
| 日本語題なし           | Le Mur de l'Atlantique                     |                   | 1970年 | マルセル・カミュ |
| 日本語題なし           | Le Bar de la fourche                       |                   | 1972年 | アラン・ルヴァン |
| 日本語題なし           | Prêtres interdits                          |                   | 1973年 | ドニス・ド・ラ・パテリエール |
| 日本語題なし           | Gross Paris                                |                   | 1974年 | ジル・グランジェ |
| パート2                | Numéro deux                                |                   | 1975年 | ジャン＝リュック・ゴダール |
| クラブタンブール       | Le Crabe-tambour                           |                   | 1977年 | ピエール・シェンデルフェール |
| 日本語題なし           | La Légion saute sur Kolwezi                |                   | 1980年 | ラウール・クタール |
| 日本語題なし           | Tout dépend des filles...                  |                   | 1980年 | ピエール ファーブル |
| 日本語題なし           | Le Cheval d'orgueil                        |                   | 1980年 | クロード・シャブロル |
| 戦争と名誉             | L'Honneur d'un capitaine                   |                   | 1982年 | ピエール・シェンデルフェール |

## 註
1. 1 2 3  仏語版WikipediaGeorges de Beauregardの項の記述による。